# Xiwule Xiang
Xiwule Xiang (kinesiska: 希吾勒乡, 希吾勒) är en socken i Kina. Den ligger i den autonoma regionen Xinjiang, i den nordvästra delen av landet, omkring 920 kilometer sydväst om regionhuvudstaden Ürümqi. Antalet invånare är 4 312. Befolkningen består av 2 054 kvinnor och 2 258 män. Barn under 15 år utgör 24,0 %, vuxna 15-64 år 70 %, och äldre över 65 år 4,0 %.
Genomsnittlig årsnederbörd är 46 millimeter. Den regnigaste månaden är februari, med i genomsnitt 12 mm nederbörd, och den torraste är april, med 1 mm nederbörd.